# تپه پشت محبس ۳
تپه پشت محبس ۳ مربوط به عصر آهن - دوره اشکانیان است و در شهرستان ازنا، بخش جاپلق، دهستان جاپلق شرقی، ۷۵۰ متری شمال روستای مرزیان واقع شده و این اثر در تاریخ ۲۲ آبان ۱۳۸۶ با شمارهٔ ثبت ۲۰۰۷۱ به‌عنوان یکی از آثار ملی ایران به ثبت رسیده است.